# Hans Roelen
Johannes Antonius Franciscus (Hans) Roelen (Langsa, 17 november 1920 - Oosterbeek, 17 juli 2005) was een Nederlands politicus voor de VVD.
Hans Roelen werd geboren op het eiland Sumatra in de provincie Atjeh, Nederlands-Indië, thans Indonesië als zoon van een KNIL-officier.
Hij werd als stadsplanoloog van Enschede gegrepen door het lokaal bestuur en was daarna 28 jaar lang een succesvol burgemeester was van achtereenvolgens Delfzijl, Zwolle en Arnhem.
Hij was eveneens een paar jaar lid van de Provinciale Staten van de provincie Groningen.
Roelen was vicevoorzitter van de VVD maar kreeg in de jaren zeventig landelijk vooral bekendheid als de rustige, relativerende, vertrouwenwekkende voorzitter van de Vereniging van Nederlandse Gemeenten. Hij eindigde zijn politieke loopbaan als lid van de Raad van State.
- Biografisch Portaal: 70110694
- International Standard Name Identifier: 0000 0003 9103 9738
- Nederlandse Thesaurus van Auteursnamen: 131485792
- Parlement.com: vg09llyatuzw
- Virtual International Authority File: 284807889
- WorldCat: E39PBJbttv7Tj9MqxR9gK9WhpP